# Isabelle Weidemann
Isabelle Weidemann (født 18. juli 1995 i Ottawa, Ontario) er en canadask skøjteløber.
Weidemann vandt hendes første olympiske medaljer ved Vinter-OL 2022 i Beijing, i henholdsvis bronze ved 3000 meter-konkurrencen for kvinderne og sølv i 5000 meter-konkurrencen.